# Fran Navarro
Francisco José Navarro Aliaga (Pinedo, Valencia, 3 de febrero de 1998), más conocido como Fran Navarro, es un futbolista español que juega en la demarcación de delantero para el S. C. Braga de la Primeira Liga.

## Trayectoria
Nacido en Pinedo, se formó en la cantera del Valencia Club de Fútbol, al que llegó en categoría infantil. En 2017 debutó con el Valencia C. F. Mestalla en la Segunda División B. El 26 de enero de 2019 fue convocado por Marcelino García Toral para formar parte del primer equipo en el encuentro frente al Villarreal C. F., sin llegar a debutar.
En julio de ese mismo año fue cedido al K. S. C. Lokeren Oost-Vlaanderen de Bélgica. En enero de 2020 regresó a Valencia para jugar nuevamente en el filial, pero no se le tramitó el alta de la ficha a tiempo y no pudo seguir jugando durante esa temporada.
En la temporada 2020-21 volvió a jugar con el filial valencianista y en sus primeros siete encuentros vio puerta en cuatro ocasiones. El equipo bajó a Tercera División RFEF y antes de comenzar la siguiente campaña fue traspasado al Gil Vicente F. C. portugués.
Su llegada a Portugal fue acompañada de goles, ya que marcó cuatro tantos en las mismas jornadas y a medida que fue avanzando la temporada luchaba por ser el máximo goleador del campeonato. En dos años en el club consiguió 37 tantos en 78 partidos, registros que le permitieron fichar por el F. C. Porto en julio de 2023. En sus primeros meses en este club solo jugó diez encuentros en los que vio puerta en una ocasión, por lo que a final de año fue cedido a Olympiacos F. C. con una opción de compra. Esta no se hizo efectiva y regresó a Portugal, siendo prestado otra vez en diciembre a un S. C. Braga que tenía la opción de ficharlo por tres millones de euros.

## Selección nacional
Ha sido internacional en categorías inferiores con la selección de España desde la sub-16 hasta la sub-20.

## Clubes
| Club                      | País          | Año           | Partidos | Goles |
| ------------------------- | ------------- | ------------- | -------- | ----- |
| Valencia C. F. Mestalla   | España        | 2017-2021     | 98       | 27    |
| K. S. C. Lokeren (cedido) | Bélgica       | 2019-2020     | 14       | 2     |
| Gil Vicente F. C.         | Portugal      | 2021-2023     | 78       | 37    |
| F. C. Porto               | Portugal      | 2023-         | 17       | 1     |
| Olympiacos F. C. (cedido) | Grecia        | 2024          | 18       | 5     |
| S. C. Braga (cedido)      | Portugal      | 2025-         | 13       | 4     |
| Total carrera             | Total carrera | Total carrera | 238      | 76    |

## Palmarés

### Títulos nacionales
| Título                | Club        | País     | Año  |
| --------------------- | ----------- | -------- | ---- |
| Supercopa de Portugal | F. C. Porto | Portugal | 2024 |